# This Woman's Work
〈This Woman's Work〉는 잉글랜드의 싱어송라이터 케이트 부시의 노래로, 존 휴스 감독의 1988년 영화 《결혼의 조건》에 사용되었다. 이후 이듬해 발매된 부시의 여섯 번째 정규 음반 《The Sensual World》의 두 번째 싱글로 발매되어 영국 싱글 차트 25위를 기록하였다. 2002년 맥스웰이 리메이크하여 빌보드 핫 100 차트에 올랐다.

## 배경
〈This Woman's Work〉는 출산 중 예상치 못한 무서운 위기에 직면하는 이야기로, 영화 《결혼의 조건》을 위해 작곡된 노래는 존 휴스 감독이 제이크(케빈 베이컨 분)가 아내 크리스티(엘리자베스 맥거번 분)와 태아의 생명이 위험하다는 사실을 알게되는 영화의 클라이맥스에서 사용하였다. 영화의 음악 감독이었던 타퀸 고치는 영화 촬영 당시 임시로 팀 버클리의 〈Song to the Siren〉의 디스 모탈 코일의 커버 버전을 사용하였으나, 곡을 사용할 권리를 얻지 못하여 부시에게 의뢰를 맡겼다.

## 평가
발매 이후 멜로디 메이커의 크리스 로버츠는 〈This Woman's Work〉에 대해 "유쾌하고, 영적으로 고조되는 발라드"로 "겨울의 비극의 황홀경"에 있으며, "레오노라 캐링턴이 해석한 〈The Man with the Child in His Eyes〉 같다"라고 평가했다. 뮤직 위크의 데이비드 자일스는 "부시는 반사적이고 늦은 저녁의 분위기일 때 가장 강력하며, 그녀의 연약하고 섬세한 목소리는 희미한 피아노와 마이클 카멘의 오케스트라 편곡과 결합해 자장가에 준하는 것을 만들어냈다"라고 언급했다.

## 트랙 리스트
| #  | 제목                       | 재생 시간 |
| -- | -------------------------- | --------- |
| 1. | 〈This Woman's Work〉      | 3:33      |
| 2. | 〈Be Kind to My Mistakes〉 | 3:03      |

| #  | 제목                               | 재생 시간 |
| -- | ---------------------------------- | --------- |
| 1. | 〈This Woman's Work〉 (single mix) | 3:33      |
| 2. | 〈Be Kind to My Mistakes〉         | 3:03      |
| 3. | 〈I'm Still Waiting〉              | 4:25      |

## 참여진
- 케이트 부시 – 보컬, 피아노, 키보드
- 마이클 카멘 – 오케스트라 편곡

## 차트
| 차트 (1989)                      | 최고 순위 |
| -------------------------------- | --------- |
| 아이리시 싱글 차트               | 20        |
| 영국 싱글 (오피셜 차트 컴퍼니)   | 25        |
| 차트 (1990)                      | 최고 순위 |
| ARIA 싱글 차트                   | 89        |
| 차트 (2008)                      | 최고 순위 |
| 영국 싱글                        | 76        |
| 차트 (2012)                      | 최고 순위 |
| 영국 싱글                        | 63        |
| 차트 (2014)                      | 최고 순위 |
| 영국 싱글                        | 80        |
| 차트 (2021–23)                   | 최고 순위 |
| 영국 세일즈 차트                 | 19        |
| 미국 핫 디지털 송 (《빌보드》)   | 24        |
| 미국 얼터너티브 디지털 송 세일즈 | 1         |

## 인증
| 국가                               | 인증 | 판매량/출하량 |
| ---------------------------------- | ---- | ------------- |
| 영국 (BPI)                         | 골드 | 400,000       |
| 판매량+스트리밍을 기반으로 한 인증 |      |               |